# Saint-Galmier
Saint-Galmier és un municipi francès situat al departament del Loira i a la regió d'Alvèrnia-Roine-Alps. L'any 2007 tenia 5.659 habitants.

## Demografia

### Població
El 2007 la població de fet de Saint-Galmier era de 5.659 persones. Hi havia 2.111 famílies de les quals 553 eren unipersonals (235 homes vivint sols i 318 dones vivint soles), 623 parelles sense fills, 775 parelles amb fills i 160 famílies monoparentals amb fills.
La població ha evolucionat segons el següent gràfic:
Habitants censats

### Habitatges
El 2007 hi havia 2.397 habitatges, 2.158 eren l'habitatge principal de la família, 124 eren segones residències i 114 estaven desocupats. 1.657 eren cases i 723 eren apartaments. Dels 2.158 habitatges principals, 1.299 estaven ocupats pels seus propietaris, 812 estaven llogats i ocupats pels llogaters i 47 estaven cedits a títol gratuït; 23 tenien una cambra, 211 en tenien dues, 409 en tenien tres, 515 en tenien quatre i 1.000 en tenien cinc o més. 1.579 habitatges disposaven pel capbaix d'una plaça de pàrquing. A 840 habitatges hi havia un automòbil i a 1.148 n'hi havia dos o més.

### Piràmide de població
La piràmide de població per edats i sexe el 2009 era:
| Homes | Edats   | Dones |
| ----- | ------- | ----- |
| 4     | 95 o +  | 36    |
| 12    | 90 a 94 | 52    |
| 36    | 85 a 89 | 76    |
| 20    | 80 a 84 | 32    |
| 92    | 75 a 79 | 108   |
| 72    | 70 a 74 | 100   |
| 56    | 65 a 69 | 88    |
| 72    | 60 a 64 | 96    |
| 152   | 55 a 59 | 136   |
| 180   | 50 a 54 | 180   |
| 132   | 45 a 49 | 144   |
| 196   | 40 a 44 | 204   |
| 240   | 35 a 39 | 240   |
| 196   | 30 a 34 | 180   |
| 196   | 25 a 29 | 220   |
| 112   | 20 a 24 | 140   |
| 244   | 15 a 19 | 184   |
| 184   | 10 a 14 | 180   |
| 196   | 5 a 9   | 176   |
| 192   | 0 a 4   | 128   |

## Economia
El 2007 la població en edat de treballar era de 3.661 persones, 2.773 eren actives i 888 eren inactives. De les 2.773 persones actives 2.595 estaven ocupades (1.391 homes i 1.204 dones) i 178 estaven aturades (86 homes i 92 dones). De les 888 persones inactives 261 estaven jubilades, 325 estaven estudiant i 302 estaven classificades com a «altres inactius».

### Ingressos
El 2009 a Saint-Galmier hi havia 2.126 unitats fiscals que integraven 5.360,5 persones, la mediana anual d'ingressos fiscals per persona era de 20.449 €.

### Activitats econòmiques
Dels 276 establiments que hi havia el 2007, 4 eren d'empreses extractives, 9 d'empreses alimentàries, 1 d'una empresa de fabricació de material elèctric, 17 d'empreses de fabricació d'altres productes industrials, 25 d'empreses de construcció, 58 d'empreses de comerç i reparació d'automòbils, 6 d'empreses de transport, 20 d'empreses d'hostatgeria i restauració, 4 d'empreses d'informació i comunicació, 20 d'empreses financeres, 12 d'empreses immobiliàries, 29 d'empreses de serveis, 46 d'entitats de l'administració pública i 25 d'empreses classificades com a «altres activitats de serveis».
Dels 69 establiments de servei als particulars que hi havia el 2009, 1 era una oficina d'administració d'Hisenda pública, 1 gendarmeria, 1 oficina de correu, 5 oficines bancàries, 2 funeràries, 4 tallers de reparació d'automòbils i de material agrícola, 3 autoescoles, 3 paletes, 6 guixaires pintors, 4 fusteries, 4 lampisteries, 4 electricistes, 9 perruqueries, 2 veterinaris, 14 restaurants, 1 agència immobiliària, 1 tintoreria i 4 salons de bellesa.
Dels 24 establiments comercials que hi havia el 2009, 1 era un supermercat, 1 una gran superfície de material de bricolatge, 1 una botiga de més de 120 m², 1 una botiga de menys de 120 m², 5 fleques, 2 carnisseries, 2 llibreries, 3 botigues de roba, 1 una botiga d'equipament de la llar, 1 una sabateria, 1 una botiga d'electrodomèstics, 1 un drogueria, 1 una perfumeria i 3 floristeries.
L'any 2000 a Saint-Galmier hi havia 50 explotacions agrícoles que ocupaven un total de 1.144 hectàrees.

## Equipaments sanitaris i escolars
El 2009 hi havia 1 un hospital de tractaments de llarga durada, 2 farmàcies i 1 ambulància.
El 2009 hi havia 1 escola maternal i 2 escoles elementals. Saint-Galmier disposava de 2 col·legis d'educació secundària amb 1.300 alumnes.

## Poblacions més properes
El següent diagrama mostra les poblacions més properes.